# Songs and Stories
Songs and Stories è un album discografico del chitarrista Jazz/Soul statunitense George Benson, pubblicato nel 2009 dall'etichetta discografica Concord Records.

## Il disco
A questo album hanno partecipato artisti quali i chitarristi Lee Ritenour, Norman Brown, Steve Lukather, Wah Wah Watson i sassofonisti Gerald Albright, Tom Scott, le cantanti Lalah Hathaway e Patti Austin e il tastierista David Paich.
Tre canzoni su dodici sono state composte appositamente per George Benson, quali A Telephone Call Away, Family Reunion e Living in High Definition, mentre le altre sono cover di classici reinterpretate da Benson.

## Tracce
1. Don't Let Me Be Lonely Tonight - 3:48  (James Taylor)
2. Family Reunion - 4:18  (Rod Temperton - Catero Colbert)
3. Show Me the Love - 4:16 (David Paich - Steve Lukather)
4. A Telephone Call Away - 5:54 (Bill Withers)
5. Someday We'll All Be Free - 6:19 (Donny Hathaway - Ed Howard)
6. Nuthin' But a Party - 5:28 (Roger Troutman - Larry Troutman - Marlon McClain - Robert Harris - Christopher Lomax)
7. Come in from the Cold - 4:31  (Marc Broussard-Radney Foster-Justin Tocket)
8. Exotica - 5:28   (Marcus Miller)
9. Rainy Night in Georgia - 4:50 (Tony Joe White)
10. One Like You - 4:41   (William "Smokey" Robinson - David Garfield)
11. Living in High Definition - 7:14 (Lamont Dozier)
12. Sailing - 5:15  (Christopher Cross)